# Kassiratta
Kassiratta – wieś położona w estońskiej gminie Otepää. Wieś leży około 13 kilometrów od miasta Otepää.
Według spisu ludności z 2021 roku wieś Kassiratta miała 29 mieszkańców.